# بخش سودرشوپینگ
بخش سودرشوپینگ (به سوئدی: Söderköpings kommun) یک ناحیه شهرداری در سوئد است که در شهرستان اوستریوتلاند واقع شده‌است.

## نگارخانه

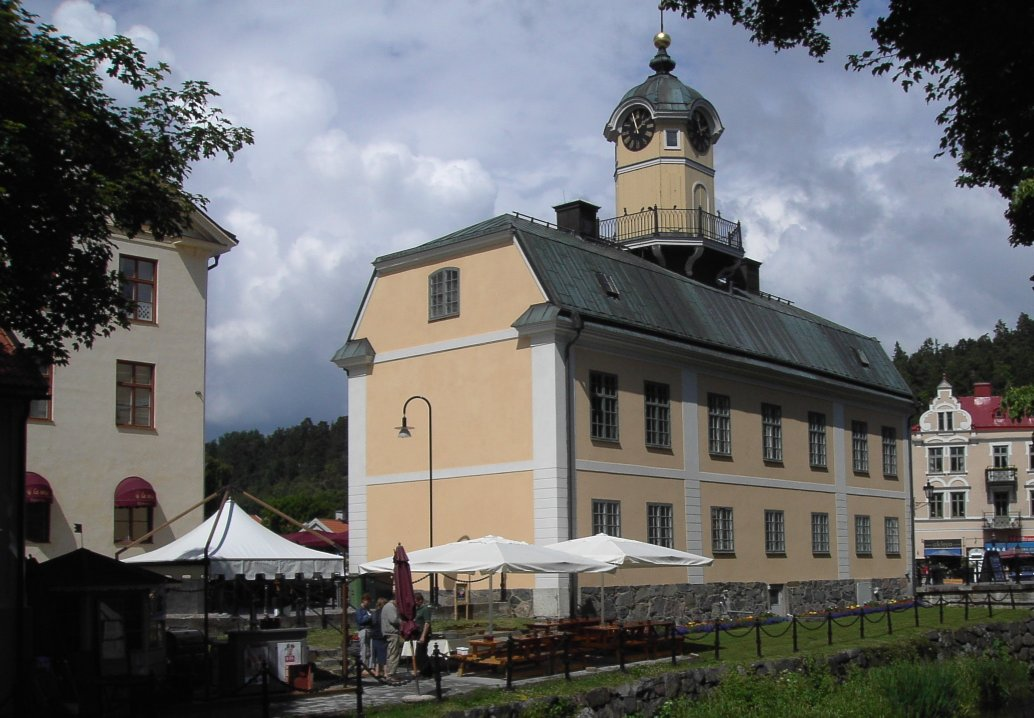
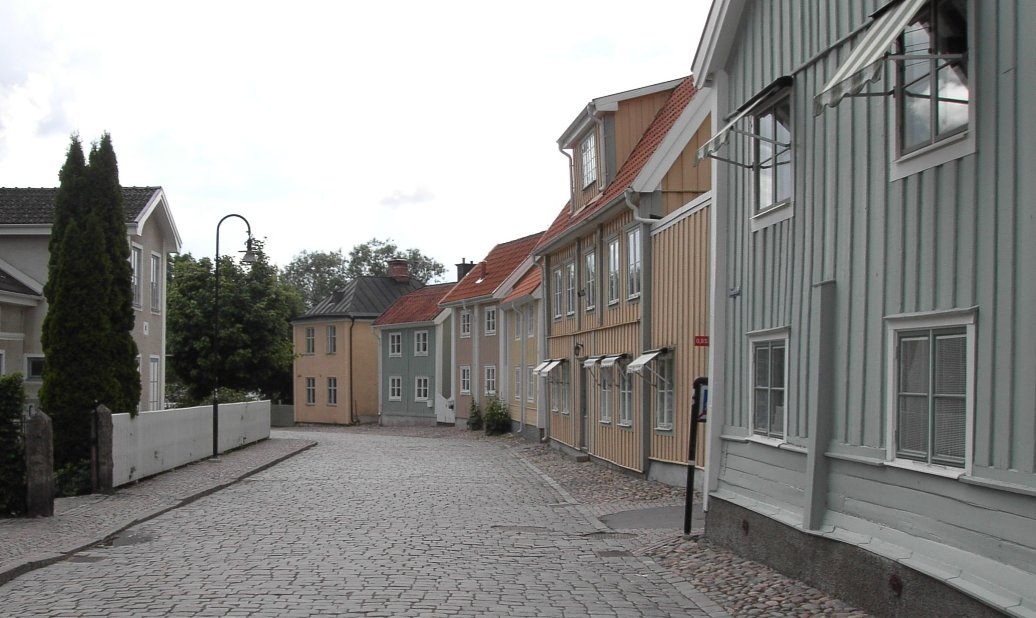
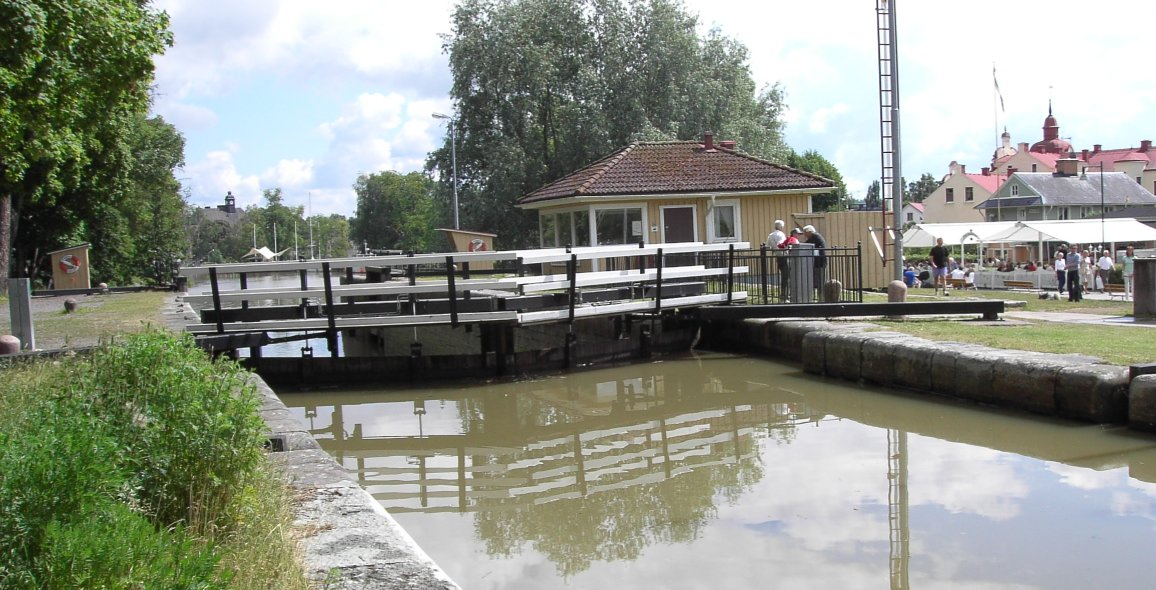